# 2012 في تشاد
أحداث العام 2012 في  تشاد.

## في السلطة
- الرئيس: إدريس ديبي
- رئيس الوزراء: إيمانويل نادينغار

## أحداث

### يناير
- 11 يناير - السنغال ترفض طلب تشاد تسليم الديكتاتور السابق حسين حبري إلى بلجيكا لإصدار حكم عليه. [1]

### مايو
- 17 مايو - البنك الدولي يوافق على قرض بمبلغ 34 مليون دولار لتعزيز إنتاج الغذاء في قطاعي الزراعة والثروة الحيوانية في الاقتصاد التشادي. [2]

### يوليو
- 24 يوليو - ذبح الصيادون عشرات الأفيال في جنوب غرب تشاد. [3]

### أغسطس
- 3 أغسطس - الرئيس ديبي يرسل قوات للبحث عن الصيادين والقبض عليهم في أعقاب حادث الصيد الجائر في الشهر السابق. [4]

### أكتوبر
- 12 أكتوبر - مجلس حقوق الإنسان التابع للأمم المتحدة يبدأ في نقل اللاجئين من جمهورية أفريقيا الوسطى من تشاد إلى مواقع جديدة بعد الفيضانات. [5]